# Hercostomus enghoffi
Hercostomus enghoffi är en tvåvingeart som beskrevs av Grichanov 1999. Hercostomus enghoffi ingår i släktet Hercostomus och familjen styltflugor.
Artens utbredningsområde är Tanzania. Inga underarter finns listade i Catalogue of Life.